# Haemaphysalis mjoebergi
Haemaphysalis mjoebergi este o specie de căpușe din genul Haemaphysalis, familia Ixodidae, descrisă de Warburton în anul 1926. Conform Catalogue of Life specia Haemaphysalis mjoebergi nu are subspecii cunoscute.